# NGC 2945
NGC 2945 (другие обозначения — ESO 565-28, MCG −4-23-10, IRAS09354-2148, PGC 27418) — линзовидная галактика (тип S0) в созвездии Гидры. Открыта Джоном Гершелем в 1835 году.
Галактика обладает ядром типа LINER, у которого наблюдается джет длиной 12 секунд дуги, направленный в одну сторону на позиционный угол в 200°. Различные части джета имеют разную скорость. Также в галактике есть кольцо диаметром 18 секунд дуги, где формируются звёзды и которое быстро вращается.
Этот объект входит в число перечисленных в оригинальной редакции «Нового общего каталога».

## Объект любительских наблюдений
В 10-дюймовый любительский телескоп галактика наблюдается визуально как тусклый, очень маленький круглый объект с высокой концентрацией к центру. На её фоне звёзды поля отсутствуют. Рядом — небольшой остроугольный треугольник из тусклых звёзд.